# Helschot
Helschot (ook: Elsschot) is een natuurgebied ten zuidwesten van de tot de Antwerpse gemeente Herselt behorende plaats Bergom, gelegen aan het eind van de weg Elsschot.
Het bosgebied meet ongeveer 60 ha en is bestemd als bosreservaat. De planten in dit gebied zijn typisch voor oude bossen: muskuskruid, bosanemoon, dotterbloem, elzenzegge, ijle zegge, groot heksenkruid, wilde kardinaalsmuts, dalkruid, grote muur, gewone agrimonie en tormentil. Het bos wordt gedomineerd door zomereik en wintereik terwijl daarnaast ook populieren en wat naaldhout te vinden zijn. Vogels zijn onder meer: matkop, goudvink, nachtegaal, en diverse spechten. De kleine ijsvogelvlinder komt hier eveneens voor.
De schrijver Willem Elsschot kwam vaak in dit bos en ontleende er zijn inspiratie en zijn schuilnaam aan.